# Clytie canaria
Clytie canaria är en fjärilsart som beskrevs av Rudolf Pinker 1974. Clytie canaria ingår i släktet Clytie och familjen nattflyn. Inga underarter finns listade i Catalogue of Life.